# Serge Ier de Sevan
Pour les articles homonymes, voir Serge Ier et Sevan (homonymie).
Serge Ier de Sevan ou Sargis Ier Sevantsi (en arménien Սարգիս Ա Սևանցի) est Catholicos d'Arménie de 992 à 1019.

## Biographie
Moine de Sevanavank, Sargis est élu Catholicos à la mort de Khatchik Ier en 992, alors même que, selon l'historien contemporain Stépanos Taronetsi, il ne s'est pas porté candidat ; cet homme à la réputation de sainteté et d'humilité est intronisé le 2 mars 992. Sa première décision en tant que Catholicos est de transférer le siège du catholicossat d'Arkina à Ani, la capitale des rois bagratides.
Ce Catholicos au règne relativement paisible, commanditaire de l'Histoire universelle de Stépanos Taronetsi, se retire en 1019 en sacrant lui-même son successeur, Petros Ier Getadartz. Il meurt en 1021 et est enterré au monastère de Horomos.